# Нова Церекев
Нова Церекев (чеш. Nová Cerekev) је насељено мјесто са административним статусом варошице (чеш. městys) у округу Пелхримов, у крају Височина, Чешка Република.

## Становништво
Према подацима о броју становника из 2014. године насеље је имало 1.125 становника.